# الزير سالم (مسلسل 1984)
مسلسل الزير سالم هو مسلسل مصري تاريخي تدور قصته عن فارس وشاعر ينتمي إلى حقبة العصر العدناني، وأحداث حرب البسوس، أنتج وعرض لأول مرة عام 1984 من إخراج أحمد السبعاوي وتأليف رفيق الصبان وهشام السلاموني وتمثيل محمود ياسين ، يوسف شعبان ، فردوس عبد الحميد .

## فريق العمل
- أحمد السبعاوي (مخرج)
- هشام السلاموني (حوار)
- رفيق الصبان (سيناريو)

## طاقم العمل
- محمد حمزة
- محمود ياسين
- يوسف شعبان
- ناهد سمير
- فردوس عبدالحميد
- محمد السبع [2]